# Epinephelus analogus
Epinephelus analogus, tên thường gọi là cá mú đốm (tên tiếng Anh: Spotted grouper), là một loài cá biển thuộc chi Epinephelus trong họ Cá mú. Loài này được mô tả lần đầu tiên vào năm 1863.

## Phân bố và môi trường sống
E. analogus có phạm vi phân bố rộng khắp Đông Thái Bình Dương. Loài này được tìm thấy từ phía nam bang California (Hoa Kỳ), trải dài xuống bán đảo Baja California và vịnh California, dọc theo Trung Mỹ và Nam Mỹ đến Bắc Peru, bao gồm các đảo ngoài khơi là đảo Cocos, quần đảo Revillagigedo, đảo Malpelo và quần đảo Galápagos. Cá trưởng thành sống xung quanh các rạn san hô và các bãi đá ngầm ở độ sâu khoảng 107 m trở lại; cá con có thể sống ở vùng nước nông hơn, trong các hồ thủy triều, khu vực cửa biển và đầm phá.

## Mô tả
E. analogus trưởng thành có chiều dài cơ thể lớn nhất đo được là gần 114 cm. Thân thuôn dài, hình bầu dục. Cơ thể cá trưởng thành có màu nâu đỏ nhạt với các đốm màu nâu sẫm phủ khắp thân và đầu, cả trên các vây. Thân có 5 dải sọc mờ. Đuôi bo tròn. Vây bụng ngắn hơn vây ngực.
Số gai ở vây lưng: 11; Số tia vây mềm ở vây lưng: 16 - 18; Số gai ở vây hậu môn: 3; Số tia vây mềm ở vây hậu môn: 8; Số tia vây mềm ở vây ngực: 17 - 19; Số vảy đường bên: 56 - 68.
Thức ăn của E. analogus là các loài cá nhỏ hơn, động vật thân mềm và động vật giáp xác. Vào mùa đông, các cá thể di chuyển đến gần bờ hơn. Chúng được đánh bắt trong nghề cá và câu cá giải trí.